# Pim Nieuwenhuis
Pim Nieuwenhuis (Enkhuizen, 23 december 1976) is een voormalig Nederlands zeiler. Hij vertegenwoordigde Nederland eenmaal op de Olympische Spelen.
Oorspronkelijk zeilde Nieuwenhuis in de 49er-klasse. Daarmee miste hij nipt de kwalificatie voor de Olympische Spelen van 2004 in Athene. Hij ontmoette in de zomer van 2006 Mitch Booth, en het duo besloot samen hun olympische droom na te jagen in de Tornado-klasse. Na een bronzen medaille op de wereldkampioenschappen kwalificeerde ze zich voor de Spelen. Na een zesde plek op het WK 2008 toonden ze vormbehoud en sleepte hiermee hun olympische ticket in de wacht.
Op de Olympische Spelen van Beijing gebruikten Mitch Booth en Pim Nieuwenhuis een speciaal zeil (gennaker). Deze versie is vlakker gesneden en kleiner in oppervlakte, waardoor het bij bries van 11-12 knopen nog aan de wind kan worden gebruikt, iets wat met een originele gennaker niet mogelijk is. Samen behaalden zij een vijfde plaats. 
Na de Spelen van 2008 zeilde Nieuwenhuis nog enkele jaren wedstrijden op met name catamarans. Zo zeilde hij in 2009 de Extreme Sailing Series op de Holmatro van schipper Carolijn Brouwer en in 2011 de voorrondes van de America's Cup met Team China.

## Palmares

### Tornado
- 2007:  WK
- 2008: 6e WK - 52 punten
- 2008:  Holland Regatta
- 2008: 5e Olympische Spelen